# Pacific PR01
Chronologie des modèles (1994)
Aucun Pacific PR02
La Pacific PR01 est une monoplace de Formule 1 conçue par Paul Brown en 1993 pour l'écurie Pacific Racing. Cependant, en raison de problèmes financiers, cette voiture ne participe pas à la saison 1993 mais à la saison 1994. La PR01 est pilotée par les Français Paul Belmondo et Bertrand Gachot. Les pilotes d'essais sont le Britannique Oliver Gavin et l'Italien Giovanni Lavaggi.

## Historique
Pacific n'ayant pas de sponsor principal pour la saison 1994, la voiture participe aux Grands Prix avec différents sponsors sur les pontons, notamment la vodka Ursus. La PR01, mue par un moteur V10 Ilmor développant 696 chevaux, s'avère être l'un des moins compétitifs du plateau, alors que la monoplace n'a jamais été testée en soufflerie : seule une dizaine de kilomètres a été effectuée pour la déverminer. Au cours de la saison, l'écurie a toutefois modifié le fond plat, les suspensions et la carrosserie, sans succès,.
Lors du Grand Prix inaugural, disputé au Brésil, seul Bertrand Gachot se qualifie pour la course, le Français réalisant le vingt-cinquième temps de la séance à plus de 5,2 secondes de la pole position du pilote Williams Ayrton Senna, tandis que Paul Belmondo n'effectue aucun tour chronométré. En course, Gachot abandonne à la suite d'un accident survenu dès le premier tour,.
Après une double non-qualification au Grand Prix du Pacifique, Gachot qualifie en vingt-cinquième position sa PR01 pour l'épreuve suivante, à Saint-Marin. Parvenant uniquement à devancer la Minardi de Michele Alboreto en course, le Français abandonne au vingt-troisième tour à la suite d'un problème de pression d'huile,.
À Monaco, à la suite des tragédies d'Imola, seuls vingt-quatre pilotes prennent part à l'épreuve, les écuries Williams et Simtek n'engageant qu'une seule voiture : de fait, tous les pilotes sont qualifiés pour la course. Gachot et Belmondo se qualifient respectivement en vingt-troisième et vingt-quatrième positions, à 7,5 et 11,4 secondes du temps de la pole position réalisée par le pilote Benetton Formula Michael Schumacher. En course, Gachot et Belmondo occupent les dernières places et abandonnent, le premier au quarante-neuvième tour à la suite d'une défaillance de boite de vitesses, le second quatre boucles plus loin à cause de douleurs,.
En Espagne, Gachot et Belmondo se qualifient en vingt-cinquième et vingt-sixième positions, à 7 et 8,7 secondes de Schumacher. En course, Belmondo abandonne au bout de deux tours à la suite d'un tête-à-queue, tandis que Gachot, en lutte contre la Ligier d'Éric Bernard, abandonne au vingt-septième tour à la suite d'un nouveau problème de boite de vitesses,.
Au Grand Prix du Canada, seul Bertrand Gachot parvient à se qualifier, en vingt-sixième position et à plus de 6,6 secondes de Schumacher. Le Français, une nouvelle fois en queue de peloton en course, abandonne au quarante-septième tour sur un problème de pression d'huile,.
La PR01, monoplace de loin la plus lente du plateau, ne se qualifie plus pour le reste des épreuves de la saison.

## Résultats en championnat du monde de Formule 1
| Saison | Écurie                                          | Moteur          | Pneus    | Pilotes         | Courses | Courses | Courses | Courses | Courses | Courses | Courses | Courses | Courses | Courses | Courses | Courses | Courses | Courses | Courses | Courses | Points inscrits | Classement |
| Saison | Écurie                                          | Moteur          | Pneus    | Pilotes         | 1       | 2       | 3       | 4       | 5       | 6       | 7       | 8       | 9       | 10      | 11      | 12      | 13      | 14      | 15      | 16      | Points inscrits | Classement |
| ------ | ----------------------------------------------- | --------------- | -------- | --------------- | ------- | ------- | ------- | ------- | ------- | ------- | ------- | ------- | ------- | ------- | ------- | ------- | ------- | ------- | ------- | ------- | --------------- | ---------- |
| 1994   | Pacific Grand Prix Ltd Ursus Pacific Grand Prix | Ilmor 2175A V10 | Goodyear |                 | BRÉ     | PAC     | SMR     | MON     | ESP     | CAN     | FRA     | GBR     | ALL     | HON     | BEL     | ITA     | POR     | EUR     | JAP     | AUS     | 0               | 14e        |
| 1994   | Pacific Grand Prix Ltd Ursus Pacific Grand Prix | Ilmor 2175A V10 | Goodyear | Paul Belmondo   | Nq      | Nq      | Nq      | Abd     | Abd     | Nq      | Nq      | Nq      | Nq      | Nq      | Nq      | Nq      | Nq      | Nq      | Nq      | Nq      | 0               | 14e        |
| 1994   | Pacific Grand Prix Ltd Ursus Pacific Grand Prix | Ilmor 2175A V10 | Goodyear | Bertrand Gachot | Abd     | Nq      | Abd     | Abd     | Abd     | Abd     | Nq      | Nq      | Nq      | Nq      | Nq      | Nq      | Nq      | Nq      | Nq      | Nq      | 0               | 14e        |

Légende : ici 